# Remaugies
Remaugies é uma comuna francesa na região administrativa de Altos da França, no departamento de Somme. Estende-se por uma área de 4,14 km². Em 2010 a comuna tinha 130 habitantes (densidade: 31,4 hab./km²).